# Cristian Febre
Cristian Alejandro Febre Santis (Viña del Mar, 10 de diciembre de 1980) es un exfutbolista y actual entrenador chileno. Jugaba como defensa. Actualmente dirige a Santiago Morning de la Primera B de Chile.

## Trayectoria

### Como futbolista
Producto de las divisiones inferiores de Audax Italiano, debutó en el primer equipo itálico durante el año 2000 En la Primera división chilena defendió los colores de Deportes La Serena, Universidad de Concepción y Santiago Morning. Al conjunto microbusero también lo defendió en la Primera B chilena, además de las camisetas de Coquimbo Unido y Unión Temuco.
En el extranjero, fue jugador de Real Mataram FC, Persiraja Banda Aceh, PSM Makassar y Bali United del fútbol indonesio; mientras que en Ecuador formó parte del plantel de Técnico Universitario.

### Como entrenador
Comenzó su carrera como entrenador dirigiendo en las divisiones inferiores de Santiago Morning, donde se coronó como campeón nacional Sub-17 en 2019. En 2022 fue contratado como entrenador de Santiago City de la Tercera División B de Chile, donde se coronó como campeón de la división. Pese al éxito, renunció al banco ciudadano.
En 2023 firmó por Deportes Colina de la Tercera A.En mayo de 2023, tuvo un segundo paso por Santiago City.
En mayo de 2025 fue designado como entrenador interino de Santiago Morning de la Primera B, dirigiendo al equipo en el partido ante Santiago Wanderers, obteniendo una victoria por 3-2.

## Clubes

### Como jugador
| Club                      | País      | Año       |
| ------------------------- | --------- | --------- |
| Audax Italiano            | Chile     | 2000-2004 |
| Deportes La Serena        | Chile     | 2005      |
| Universidad de Concepción | Chile     | 2006      |
| Santiago Morning          | Chile     | 2007-2008 |
| Coquimbo Unido            | Chile     | 2009      |
| Unión Temuco              | Chile     | 2010      |
| Real Mataram FC           | Indonesia | 2011      |
| Persiraja Banda Aceh      | Indonesia | 2011      |
| PSM Makassar              | Indonesia | 2012      |
| Técnico Universitario     | Ecuador   | 2012      |
| PSM Makassar              | Indonesia | 2013-2014 |
| Bali United               | Indonesia | 2015      |

### Como entrenador
| Club             | País  | Año           | PJ | PG | PE | PP | Rendimiento |
| ---------------- | ----- | ------------- | -- | -- | -- | -- | ----------- |
| Santiago City    | Chile | 2022          | 31 | 26 | 3  | 2  | 87.1%       |
| Deportes Colina  | Chile | 2023          | 13 | 6  | 4  | 3  | 56.41%      |
| Santiago Morning | Chile | 2025-presente | 11 | 5  | 3  | 3  | 54.54%      |
| Total            | Total | Total         | 55 | 37 | 10 | 8  | 73.33%      |

## Palmarés

### Como entrenador

#### Campeonatos nacionales
| Título             | Club          | País  | Año  |
| ------------------ | ------------- | ----- | ---- |
| Tercera División B | Santiago City | Chile | 2022 |